# Kempston Disc Interface
Kempston Disc Interface je řadič disketových jednotek pro počítače Sinclair ZX Spectrum vyvinutý britskou společností Kempston Micro Electronics Ltd. Pod stejným názvem stejná společnost vyráběla také řadič pro počítače Sinclair QL.

## Kempston Disc Interface pro ZX Spectrum
Ve verzi pro ZX Spectrum se jedná o vylepšený řadič Watford SP-DOS. Místo SP-DOSu obsahuje KDOS. Řadič umožňuje připojit čtyři disketové jednotky. Veškeré programové vybavení má uloženo ve svojí paměti ROM. Řadič není kompatibilní se ZX Interface 1.
Pro ukládání dat a jejich opětné nahrání do počítače se používají stejné příkazy jako pro magnetofon (pouze LOAD, MERGE a SAVE), ovšem musí jim předcházet příkaz PRINT #4. Programové vybavení řadiče obsahuje několik rozšíření editoru Sinclair Basicu, např. příkaz CLEAR 0 provede náhradu čísel v programu výrazem VAL"číslo", přičemž nula je nahrazena výrazem NOT PI, jednička je nahrazena výrazem SGN PI a trojka je nahrazena výrazem INT PI.

### Syntaxe příkazů
Příkazům začínající prefixem PRINT #4 pro práci se soubory je pomocí druhého příkazu PRINT následujícího za vlastním příkazem předáváno číslo disketové jednotky, které se týká daná operace. Tento parametr je volitelný. U příkazů nepracujících s disketovou mechanikou je tento druhý PRINT povinný.

#### Práce se soubory
- PRINT #4: LOAD"soubor:PRINT d – načtení souboru z disku, varianty příkazů jsou stejné jako u kazetových operací
- PRINT #4: MERGE"soubor:PRINT d
- PRINT #4: SAVE"soubor:PRINT d – uložení souboru na disk, varianty příkazů jsou stejné jako u kazetových operací
- PRINT #4: CAT – katalog diskety
- PRINT #4: CAT: PRINT d – katalog diskety v mechanice d
- PRINT #4: CAT: PRINT d,"řetězec" – jsou vypsány pouze soubory, v jejichž názvu je obsažen řetězec,
- PRINT #4: COPY: PRINT d – kopírování souborů z kazety na disk, kopíruje i bezhlavičkové bloky,
- PRINT #4: ERASE "soubor": PRINT d – smazání souboru se zadaným názvem, jako zástupný znak (wildcard) je používán znak šipky nahoru,
- PRINT #4: FORMAT "název disku: PRINT d,počet stop, počet stran, krokování,
- PRINT #4: MOVE "soubor1","soubor2" - kopírování souborů, jsou možné různé varianty syntaxe:
  - PRINT #4: MOVE "soubor1","soubor2": PRINT d,
  - PRINT #4: MOVE "soubor1","soubor2": PRINT d1,d2,
  - PRINT #4: MOVE "soubor1","": PRINT d1,d2,
  - PRINT #4: MOVE "","": PRINT d1,d2,
  - PRINT #4: MOVE "","řetězec": PRINT d1,d2.

#### Práce se sekvenčními soubory
- PRINT #4: CLOSE #n - uzavření sekvenčního souboru a odpojení od linky,
- PRINT #4: OPEN #n,"soubor": PRINT d – připojení souboru na linku n.

Pro zápis a čtení sekvenčních souborů jsou používány standardní příkazy Basicu (nepředchází jim PRINT #4):
- INKEY$#n – načtení znaku z linky n,
- INPUT #n;peoměnná 1;proměnná 2;proměnná 3; … ;proměnná n – načtení záznamů ze sekvenčního souborů připojeného na linku n,
- PRINT #n;proměnná1 ' proměnná 2 ' … ' proměnná n – pokud mají být data načtena zpět tak, jak byla zapsána, je nutné pro oddělení proměnných použít apostrof, pokud je použit středník nebo čárka, dojde ke sloučení takto oddělených záznamů do jednoho.

#### Doplňky Sinclair Basicu
- PRINT #4: CLEAR: PRINT r1,r2 – vymaže řádky programu v Basicu od řádku r1 do řádku r2,
- PRINT #4: CLEAR 0 – náhrada čísel výrazy,
- PRINT #4: GO TO řádek – definice řádku, na který má být proveden skok v případě výskytu chyby (On Error Goto),
- PRINT #4: NEW – jako příkaz NEW Basicu, ale nemaže systémové proměnné KDOSu.

## Kempston Disc Interface pro Sinclair QL
Ve verzi pro počítače Sinclair QL umožňuje připojit dvě disketové jednotky.
Pro ovládání disketových jednotek jsou používány stejné příkazy jako pro ovládání ZX Microdrive, pouze místo označení MDV je v příkazech použito označení FLP. Řadič je kompatibilní s řadiči vyráběnými firmami Silicon Express, CST a Technology Research. Příkazy speciální pro tento řadič je nutné inicializiovat příkazem FLP_EXT. Tyto příkazy jsou:
- EXTRAS – vypíše seznam všech příkazů pro disketový řadič,
- AJOB,
- SPJOB,
- VIEW – výpis souboru na zvolenou linku,
- další příkazy jako u řadiče od CST.

Proti řadiči od CST Kempston Disc Interface nemá příkazy PROG_USE, HEX a BIN.